# Amblyseius poculi
Amblyseius poculi är en spindeldjursart som beskrevs av Wolfgang Karg 2003. Amblyseius poculi ingår i släktet Amblyseius och familjen Phytoseiidae. Inga underarter finns listade i Catalogue of Life.